# Claudio Castro
Claudio Nicolás Castro Salas (La Florida, 26 de mayo de 1983) es un ingeniero civil y  político chileno, que desde 2016 se desempeña como alcalde de la comuna de Renca.
Militó en el Partido Demócrata Cristiano (PDC) entre 2011 y 2019.

## Biografía
Nacido en La Florida, es hijo de José Belarmino Castro Muñoz y Norma Soledad de Los Ángeles Salas Miranda.
Cursó su educación básica en el Instituto Nacional José Miguel Carrera y el año 2001 ingresó a estudiar ingeniería civil en la Pontificia Universidad Católica (PUC).
Al egresar, entre 2008 y 2010 ejerció como director social para América Latina y el Caribe en la Fundación Techo, donde trabajó con familias de campamentos de todos los países del continente.
Posteriormente fue fundador de la Oficina de Equidad e Inclusión de la Universidad de Chile. El año 2013 estudió políticas públicas en The London School of Economics and Political Science (LSE), y volvió a Chile en el año 2015, para trabajar en el Ministerio de Educación (Mineduc).

## Carrera política

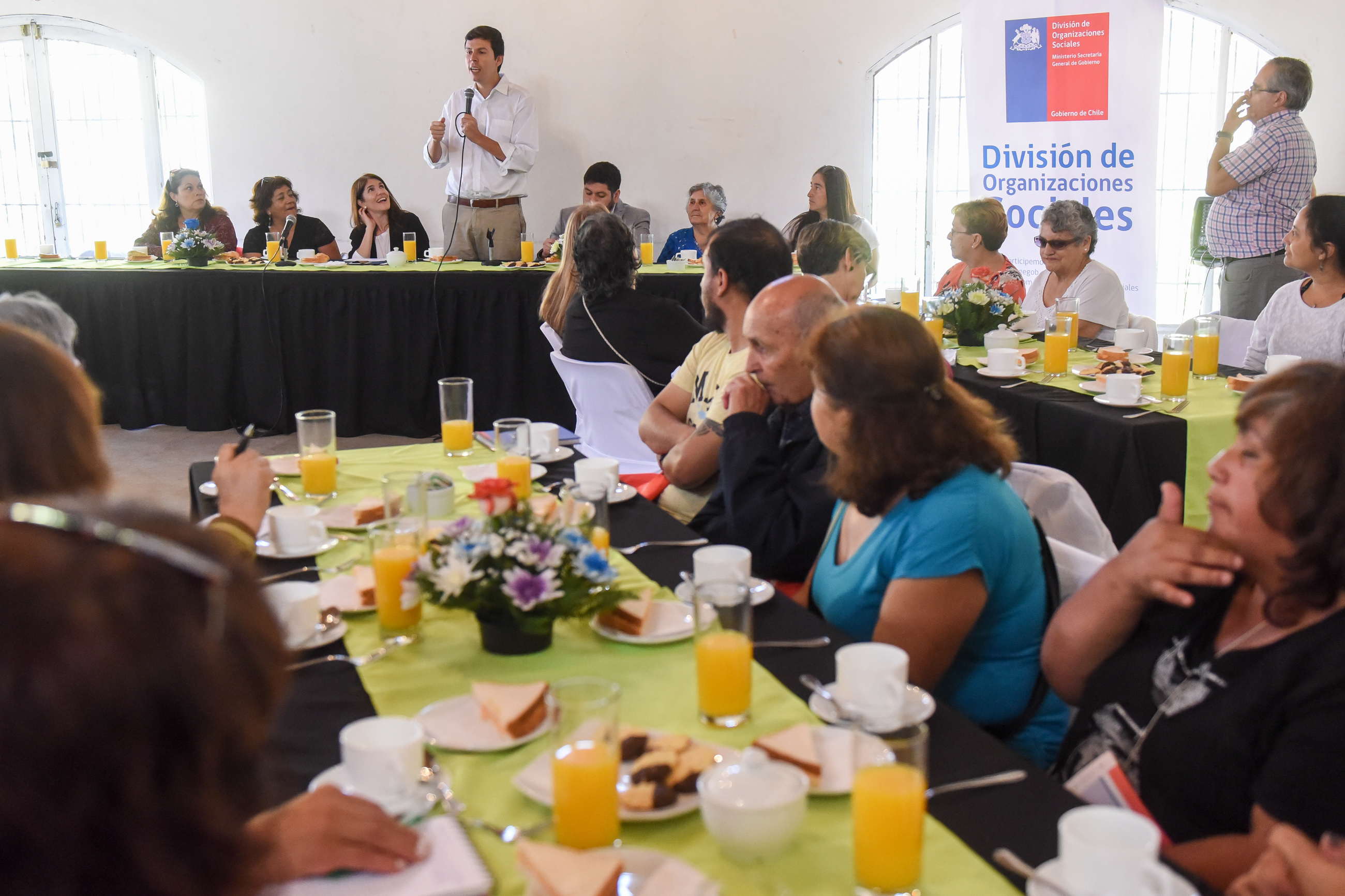
Castro dando un discurso como alcalde de Renca en 2017.

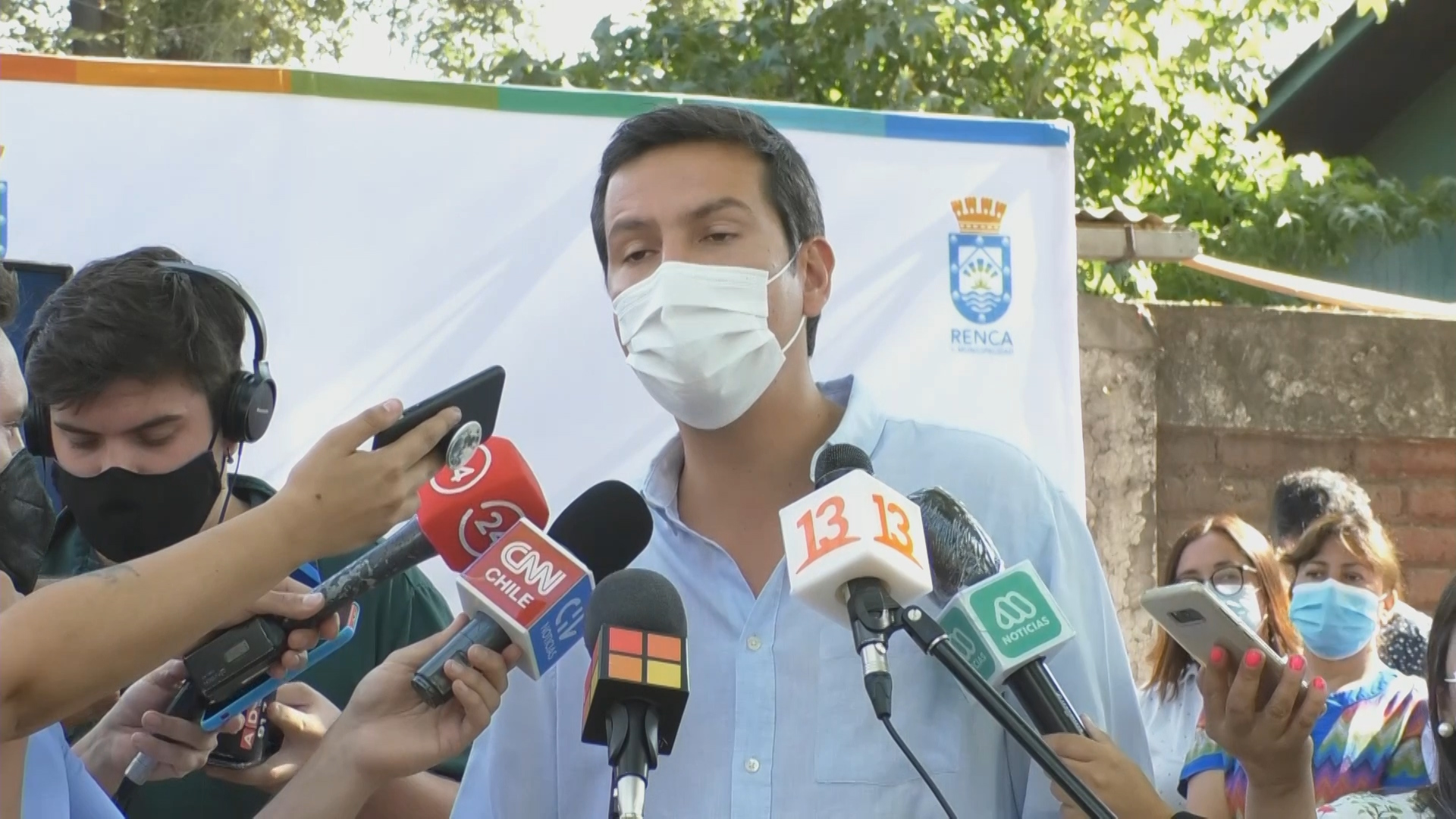
Castro dando una conferencia por el rechazo de su candidatura independiente a la reelección en 2021.

Durante su paso por la universidad fue dirigente estudiantil, y se involucró en proyectos sociales como Construyendo futuro (2003-2005), Arriba Chile y Ahora es cuando (2007-2008). Fue Consejero Ejecutivo de la Federación de Estudiantes de la Universidad Católica de Chile (FEUC) entre 2004 y 2005, y llegó a ser presidente de la FEUC en 2006, representando al movimiento Opción Independiente. En ese rol, intervino en el movimiento estudiantil conocido como la Revolución pingüina.
Ingresó a militar en el Partido Demócrata Cristiano (PDC) en 2011. En las elecciones municipales de 2016 se postuló como candidato a alcalde de la comuna de Renca por el PDC, resultando elegido con el 65 % de los votos. En noviembre de 2019 se anunció su renuncia a su militancia en el PDC, decisión gatillada por el estallido social y por cumplirse la fecha límite para repostular a la alcaldía de Renca como independiente, para la elección inicialmente fijada para octubre de 2020.
En noviembre de 2020 se sumó a la plataforma de centroizquierda Nuevo Trato. Tras la postergación de las elecciones municipales a abril de 2021 por efecto de la pandemia de COVID-19, Castro inscribió su candidatura independiente a la reelección en enero de ese año, la cual fue rechazada por el Servel por aparecer como afiliado al PDC fuera del plazo legal fijado por la «Ley Antidíscolos». Castro apeló al Tricel, el cual rechazó su candidatura, dejando como virtual alcalde electo a su único contendor, César Monsalve (PRI). Sin embargo, una reforma legal aprobada por el Congreso Nacional permitió a Castro continuar con su candidatura. En las elecciones, que se realizaron en mayo de 2021, Castro fue reelecto con más del 90% de los votos.

## Historial electoral

### Elecciones municipales de 2016
- Elecciones municipales de 2016, para la alcaldía de Renca[16]

### Elecciones municipales de 2021
- Elecciones municipales de 2021 para la alcaldía de Renca[17]